# Idistaviso
Idistaviso ist der Name einer Ebene (lateinisch campus), auf der nach Tacitus (Annalen) Germanicus im Jahr 16 n. Chr. einem germanischen Kampfverbund unter Arminius in einer ersten offenen Feldschlacht begegnete. Die Schlacht gilt als die größte der Germanicus-Feldzüge (14 bis 16 n. Chr.) und der augusteischen Germanenkriege. Der Ort der Schlacht wird in der Forschung bei Evesen, einem Stadtteil von Bückeburg in Niedersachsen, vermutet oder abstrakter auf der rechten Weserseite vor und nach der Porta Westfalica. Aufgrund bisher fehlender archäologischer Hinweise wird dabei vor allem namenskundlich argumentiert.

## Der Schlachtverlauf
Die Darstellung der Schlacht ist anschaulich, aber über die Verständlichkeit gehen die Meinungen auseinander. Laut Tacitus (Annalen 2, 16) nahmen folgende römische Einheiten an der Schlacht teil:
- Gallische und germanische Auxiliartruppen (auxiliares Galli Germanique)
- Bogenschützen (pedites sagittarii)
- Acht Legionen
- Zwei Kohorten der Prätorianergarde
- weitere Hilfstruppen und Reitereinheiten (Alae)

Die Schilderung des Tacitus (Annalen 2, 17) von den Germanen, die von der Ebene in den Wald flohen, während andere zeitgleich in die entgegengesetzte Richtung getrieben wurden, erweckt den Eindruck einer Einkesselung der Germanen durch eine kombinierte Gemeinschaftsoperation römischer Infanterie und Kavallerie. Stundenlang wurden die Germanen über eine Entfernung von 15 Kilometer niedergemetzelt.
Die Umzingelung durch die Reiter des Stertinius war ebenso wie die scheinbare Einkesselung aber nicht effektiv, da die weitaus meisten Germanen entkommen und sich am Angrivarierwall wieder formieren konnten. Die Erklärung liegt darin, dass die Germanen, als sie den für sie ungünstigen Schlachtverlauf feststellten, sich in der Masse rechtzeitig zurückzogen und einen Stellungswechsel zum Angrivarierwall durchführten. Versprengte und Zurückgebliebene – womöglich mehrere Hundert – wurden dann Opfer römischer Waffen. Es ist nicht bekannt, wie hoch die Verluste der Römer und Germanen waren. Tacitus schildert in den Annalen, dass eine Fläche von 10.000 Fuß („decem milia passuum“) mit Leichen und Waffen der Germanen übersät war. Die Verluste der Germanen waren dennoch nicht kriegsentscheidend, hatten sie auch nicht nachhaltig entmutigt.

## Diskussion der Lage und des Namens
Neben den historischen Aspekten der Schlacht im Kontext der römisch-germanischen Konflikte im Jahrzehnt nach der Varusschlacht, hat die Frage nach der Lokalisierung des historischen Ereignis und der zur Bedeutung und Etymologie des Ortsnamens in der Forschung seit dem 19. Jahrhundert zahlreiche Beiträge und Interpretationen hervorgerufen. Das Feld soll zwischen der Weser und einer Hügelkette gelegen haben. Wo genau dies gewesen sein mag, ist nicht mehr mit letzter Sicherheit festzustellen. Theodor Mommsen (1904) vermutete das Schlachtfeld in der Gegend von Bückeburg, Hans Dobbertin (1983) etwas konkreter nahe dem Bückeburger Ortsteil Evesen.
Jacob Grimm prägte einen Deutungsweg in der Forschung vor (dem viele folgten vom zeitgenössischen Karl Müllenhoff bis zur Gegenwart wie beispielsweise mit Rudolf Simek), indem er die handschriftlich überlieferte Form „Idistaviso“ als Verschreibung bewertete und zur Form „Idisiaviso“ zu verbessern (Konjektur) suchte. Somit konnte Grimm à la longue das Erstglied Idisia- zu Belegen aus dem übrigen (später überlieferten) germanischen Namen- und Wortschatz (Onomastikum) stellen wie mit althochdeutsch itis für Frau, Jungfrau (oder „verehrungswürdige Frau“), altsächsisch idis für Frau und altenglisch ides für Jungfrau, Frau. Diese Belege verband er mit dem damals enormen Handschriftenneufund der Idisi des Ersten Merseburger Zauberspruchs und deutete den Ortsnamen als nympharum pratum als die „Ebene der Idisi“ oder als schlichte „Frauenwiese“. Die besondere Plausibilität und Tragfähigkeit von Grimms Untersuchungen, beziehungsweise Annahmen lag zuzüglich darin begründet, dass die Idisi, wenn nicht walkürengleich, dennoch den Ausgang des Geschehens im ersten Merseburger Spruch wie die Walküren der nordischen Mythologie beeinflussten und es sich bei Idistaviso um einen historisch belegten Schlachtort handelt.
Idistaviso ist eine germanische zweigliedrige Namenskomposition aus den Elementen Idista- und -viso. Das erste Glied Idis(t)-a- ist Gegenstand umfangreicher Diskussion in der Forschung seit dem 19. Jahrhundert durch Jacob Grimm und mit einer Spreizung der Deutung von der Bezeichnung als walkürengleichen weiblichen Wesen in einem mythologischen Kontext (Grimm), bis hin zur Deutung durch Hans Kuhn als Beleg eines ungermanischen Ortsnamens in Verbindung seiner Theorie zum sogenannten Nordwestblock. Das zweite Glied ist durchsichtig. Vergleichende Belege wie althochdeutsch wisa, mittelhochdeutsch wise, mittelniederdeutsch wese zur indogermanischen Wortwurzel *u̯ei̯s- „sprießen“  machen die Bedeutung „Wiese“ klar. Nach Robert Nedoma liegt in Idistaviso der westgermanische Ausgang -o im Nominativ Singular eines femininen ōn-Stammes aus urgermanisch *-ōn vor und vergleicht daher mit dem Personennamen Strubilo und mit dem Toponym Aliso. Der Name wird durch Nedoma schlicht als „Idisstättenwiese“ gedeutet. Norbert Wagner geht entgegen der Grimmschen Basis Idisi von einem Superlativ zu germanisch *-ista zu *iđu- aus wie durch die althochdeutschen Belege itu- aus it(a)- mit den Bedeutungen von „(immer) wieder“, „wiederholt“, und als intensivierendes „überaus“. Daher deutet Wagner Idista-viso als einen beschreibenden Stellennamen einer überaus ertragreichen, kräftig sich erneuernden Wiese.